# Bakostörék
Bakostörék (szlovákul: Veľké Teriakovce) község Szlovákiában, a Besztercebányai kerületben, a Rimaszombati járásban.

## Fekvése
Rimaszombattól 7 km-re északnyugatra, a Rima (mindkét) partján fekszik.
Délről és keletről Rimaszombat, délkeletről Cserencsény, északkeletről Tóthegymeg, északról Alsósziklás és Rimaráhó, északnyugatról Susány, nyugatról pedig Kruzsnó községekkel határos.
Bakostörék 22,3504 km²-es területe három kataszteri területre (korábban önálló községek) és négy településrészre (a Bakostöréki kataszterbe tartozó Széplakkal) oszlik: 
- Bakostörék (Veľké Teriakovce) – 12,7988 km²
- Orlajtörék (Malé Teriakovce) – 5,0795 km²
- Rimavarbóc (Vrbovce nad Rimavou) – 4,4722 km².

## Élővilága
A faluban négy gólyafészket vagy alátétet tartanak nyilván, ezekben azonban 2013-ban nem volt költés.

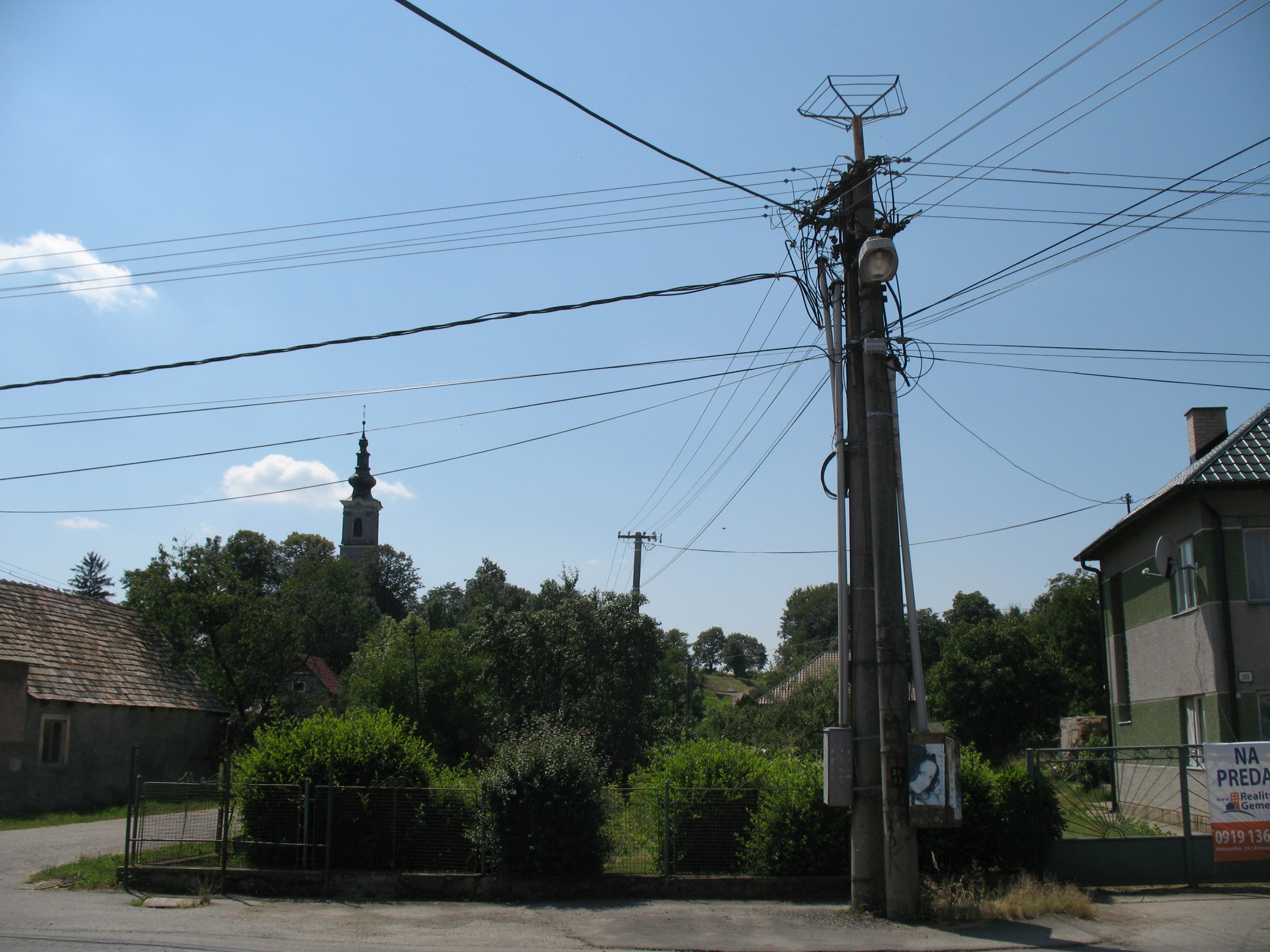
Gólyafészekalátét a faluban
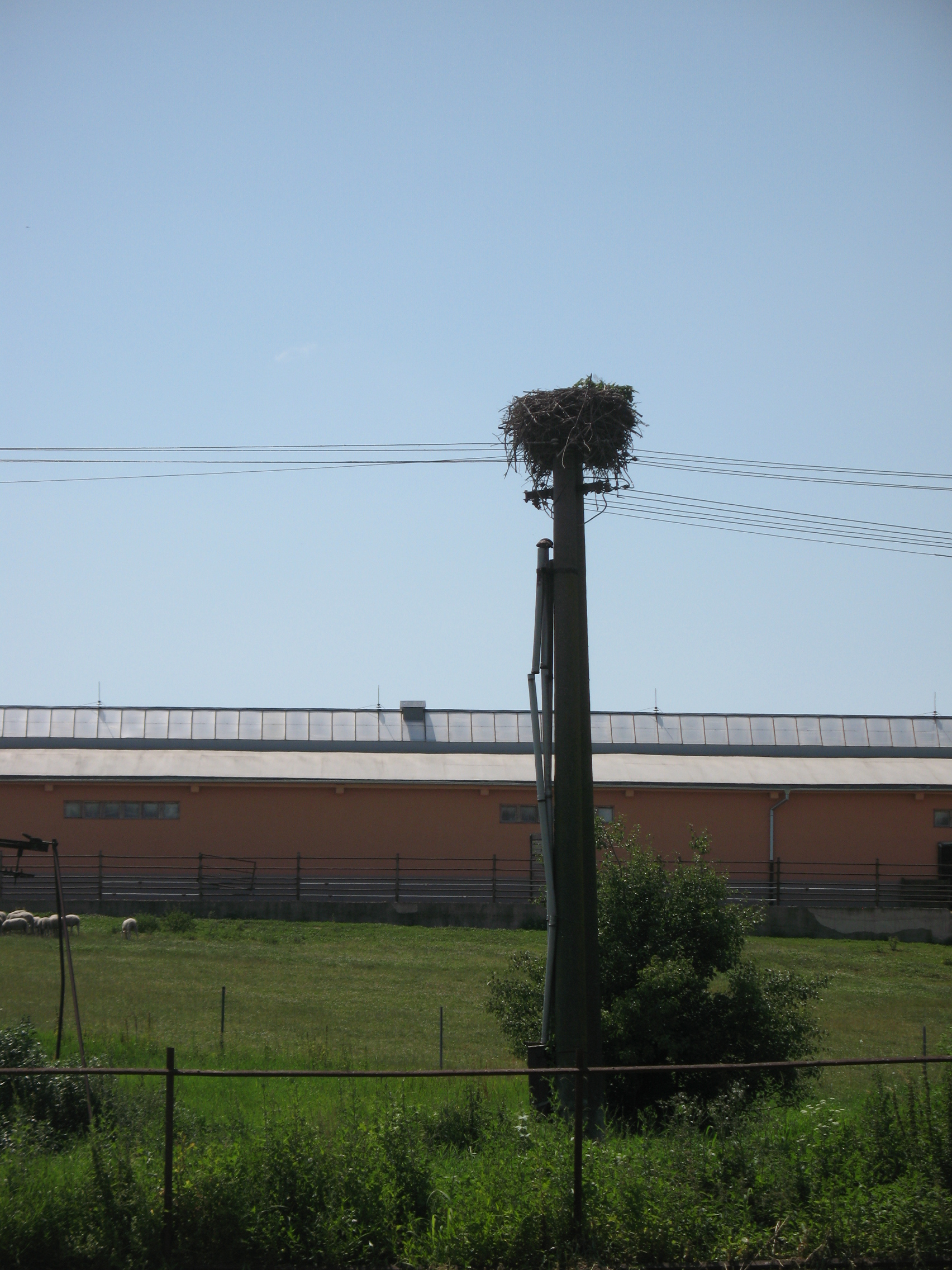
Fészek a TSZ területén
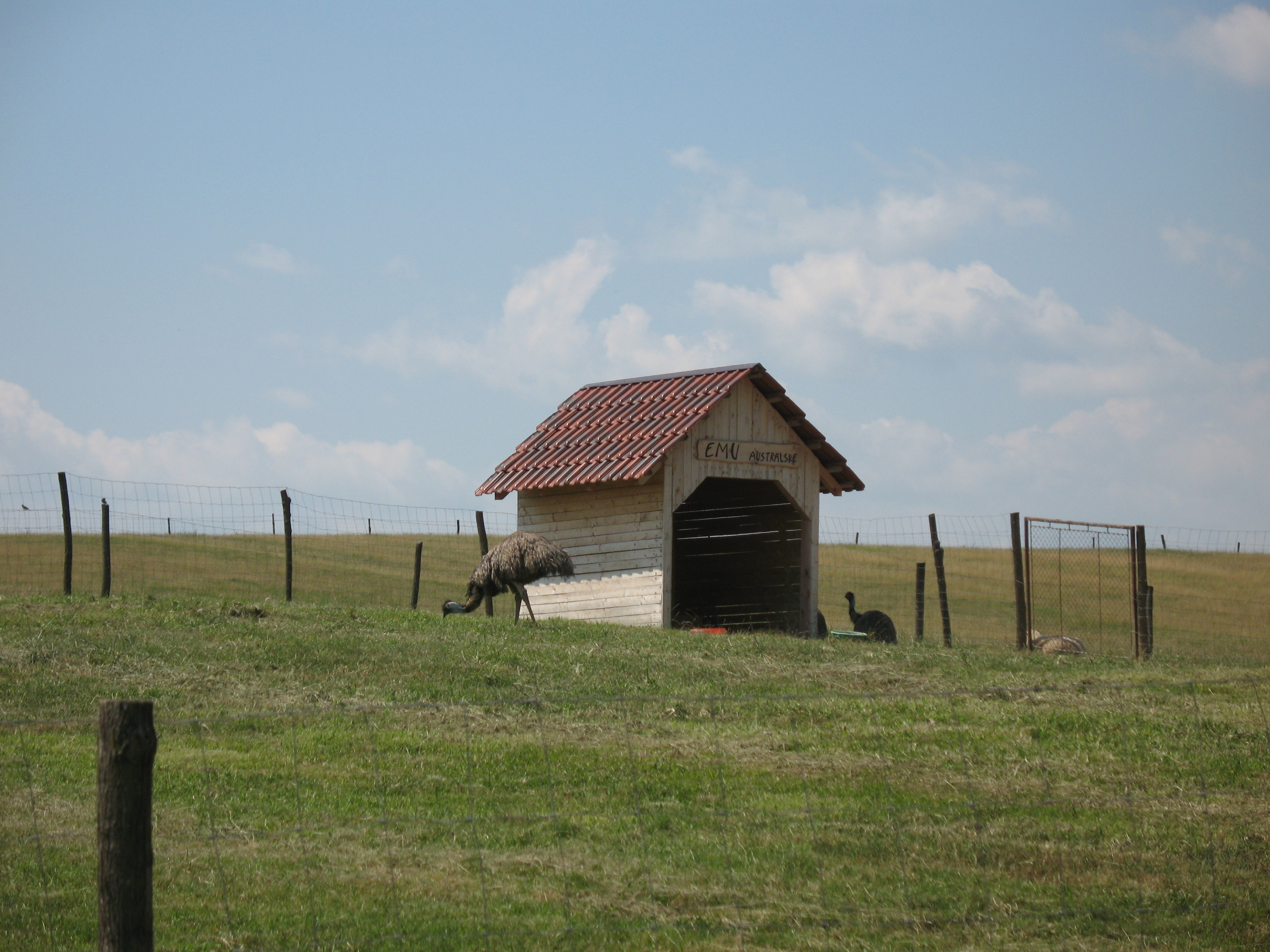
Emufarm

## Története
1334-ben "Turek" néven említik először, de valószínűleg több mint száz évvel korábban keletkezett. 1515-ben "Inferior Thewrek" alakban bukkan fel a forrásokban. Birtokosai a kalocsai érsek, majd a Széchy és Mikófalvy családok voltak. 1828-ban 46 házában 493 lakos élt, akik mezőgazdasággal, fazekassággal, gyümölcstermesztéssel foglalkoztak.
Vályi András szerint "BAKOS TÖREK. tótúl Bakos Terjakovcze. Tót falu K. Hont Vármegyében, lakosai katolikusok, ’s többnyire fazekasok; dombos helyen fekszik. Határbéli legelőjök szoross, de mind a’ kétféle fájok elég, ’s a’ síkon fekvő szántó földgyeik bőven termők, és könnyen mivelhetők, Rimaszombatnak szomszédságában lévén, vagyonnyaikat jól eladhattyák, első Osztálybéli."
Fényes Elek szerint "Tőrék (Bakos), tót falu, Gömör és Kis-Honth egyesült vgyékben, Rimaszombathoz egy órányira, a Rima mellett: 27 kath., 466 evang. lak. Az osgyáni urad. tartozik."
Gömör-Kishont vármegye monográfiája szerint: "Bakostörék, rimamenti kisközség, 114 házzal. Ág. ev. h. vallású tót lakosainak száma 410. 1334-ben a kalocsai érsek birtoka, majd a Széchyeké. 1407-1422 között Bagosfewld és Bakosfölde néven a Mikófalvi család birtoka. Ezt a családot a Baloghy család váltja fel, később pedig a Korponay család, a mikor már Bakaj-Törék néven említik. A Korponayak mellett azután a báró Luzsénszky, a Dubraviczky és a Malatinszky család is birtokosa lesz, most pedig báró Luzsénszky Henriknek van itt nagyobb birtoka. A községben levő ág. h. ev. templom 1790-ben épült. Ide tartoznak Széplak és Kelecsény puszták is, melyek közül az utóbbi 1427-ben már a Derencsényiek kezén van. Az egyház birtokában néhány érdekes, régi szentedény van. A község postája Gömörráhó, távírója Rimaszombat, vasúti állomása pedig Rimaszombat, vagy Orlajtörék."
A trianoni diktátumig Gömör-Kishont vármegye Rimaszombati járásához tartozott.
1963-ban a korábban önálló Orlajtörék és Rimavarbóc községeket Bakostörékhez csatolták.

## Népessége
| Év:            | 1994. | 2004.   | 2014.   | 2024.   |
| -------------- | ----- | ------- | ------- | ------- |
| Emberek száma: | 836   | 914     | 884     | 833     |
| Eltérés:       |       | +9,33 % | -3,28 % | -5,76 % |

| Év:            | 2023. | 2024.   |
| -------------- | ----- | ------- |
| Emberek száma: | 845   | 833     |
| Eltérés:       |       | -1,42 % |

1910-ben 400, többségben szlovák anyanyelvű lakosa volt, jelentős magyar kisebbséggel.
2001-ben 861 lakosából 824 fő szlovák volt.
2011-ben 887 lakosából 740 fő szlovák volt.

## Neves személyek
- Itt hunyt el 1720 körül Bahil János evangélikus lelkész, Bahil Mátyás apja.

## Nevezetességei
- evangélikus temploma 1790-ben épült barokk-klasszicista stílusban, a 19. század közepén átépítették.
- Malma 1800-ban, klasszicista stílusban épült.
- Túraösvény.